# Newaukum (Washington)

Ortslage mit der Newaukum Grange (Bauernhof)

Newaukum ist eine Ortschaft im Südwesten des US-Bundesstaats Washington.
Newaukum liegt am County Highway 603 südlich der Stadt Chehalis im Lewis County. Newaukum wird von der Bahnstrecke der Northern Pacific Railroad durchquert.
Landschaftlich ist Newaukum von Feldern, Wiesen und Wäldern umgeben. Östlich der Ortschaft fließt der Newaukum River, nördlich grenzt der Chehalis River an.
Gemäß der Bevölkerungsstatistik der USA lebten im Jahr 1870 172 Personen im so genannten Newaukum Bezirk. John R. Jackson, der das „Jackson Court House“ bewohnte, zählte ebenfalls zu den Einwohnern des Bezirks. 1910 wurden 289 Einwohner in Newaukum gezählt. 1930 war die Bevölkerungszahl auf 345 gestiegen.